# Hashimoto (Wakayama)
Pour les articles homonymes, voir Hashimoto.
Hashimoto (橋本市, Hashimoto-shi) est une ville située dans la préfecture de Wakayama, sur l'île de Honshū, au Japon.

## Géographie

### Localisation
Hashimoto est située dans le nord de la préfecture de Wakayama.

### Municipalités limitrophes
| Kawachinagano | Kawachinagano | Gojō |
| Katsuragi     | Hashimoto     | Gojō |
| Kudoyama      | Kudoyama      | Kōya |

### Démographie
Au 31 août 2022, la ville de Hashimoto avait une population de 60 456 habitants (52,7 % de femmes), répartis sur une superficie de 130,55 km2 (densité de population de 463 hab./km2). Lors du recensement de 2015, le nombre d'habitants de Hashimoto s'établissait à 63 277 habitants,.

### Topographie
Le mont Minami Katsuragi se trouve en partie sur le territoire de Hashimoto.

### Hydrographie
Hashimoto est traversée par le fleuve Ki.

## Histoire
En janvier 1955, plusieurs villages fusionnent avec le bourg de Hashimoto et forment la ville de Hashimoto. Le bourg de Kōyaguchi est intégré à la ville en 2006.

## Culture locale et patrimoine
- Miroir du sanctuaire Suda Hachiman

## Transports
Hashimoto est desservie par la ligne Kōya de la compagnie Nankai et la ligne Wakayama de la JR West. La gare de Hashimoto est la principale gare de la ville.

## Jumelage
Hashimoto est jumelée avec Rohnert Park aux États-Unis.

## Personnalité
Hideko Maehata (1914-1995), championne olympique de natation en 1936, est née à Hashimoto.